# Марвін Вільямс
Марвін Гей Вільямс (молодший) (англ. Marvin Gaye Williams Jr.; нар. 19 червня 1986, Бремертон, Вашингтон, США) — американський професійний баскетболіст, що грав на позиції легкого і важкого форварда.

## Ігрова кар'єра
Починав грати у баскетбол у команді Бремертонської старшої школи (Бремертон, Вашингтон). Був беззаперечним лідером команди, набираючи у випускному класі 28,7 очок, 15,5 підбирань, 5 блоків та 5 асистів за гру.
На університетському рівні грав за команду Північної Кароліни (2004—2005). Будучи шостим гравцем в команді, набирав 11,3 очка та 6,6 підбирань у своєму першому і останньому сезоні в NCAA. Допоміг команді виграти чемпіонат.
2005 року був обраний у першому раунді драфту НБА під загальним 2-м номером командою «Атланта Гокс». Захищав кольори команди з Атланти протягом наступних 7 сезонів. У своєму першому сезоні в НБА набирав 8,5 очок та робив 4,8 підбирання за гру, був включений до другої збірної новачків. 25 січня 2008 встановив рекорд своєї результативності, набравши 33 очки у матчі проти «Сіетл Суперсонікс».
11 липня 2012 перейшов до складу команди «Юта Джаз» в обмін на Девіна Гарріса.
21 липня 2014 року підписав двохрічний контракт з «Шарлотт Горнетс» на суму 14 млн доларів. 10 липня 2016 перепідписав угоду та досі виступає за команду з Шарлотт.
10 березня 2017 року в матчі проти «Орландо Меджик» набрав 12 очок та рекордні для себе 18 підбирань.
8 лютого 2020 року «Горнетс» відрахували гравця з клубу. Через два дні підписав контракт з «Мілвокі Бакс». Провівши залишок сезону, закінчив спортивну кар'єру.

## Статистика виступів

### Регулярний сезон
| Сезон             | Команда           | GP    | GS  | MPG  | FG%  | 3P%  | FT%  | RPG | APG | SPG | BPG | PPG  |
| ----------------- | ----------------- | ----- | --- | ---- | ---- | ---- | ---- | --- | --- | --- | --- | ---- |
| 2005–06           | «Атланта Гокс»    | 79    | 7   | 24.7 | .443 | .245 | .747 | 4.8 | .8  | .6  | .3  | 8.5  |
| 2006–07           | «Атланта Гокс»    | 64    | 63  | 34.0 | .433 | .244 | .815 | 5.3 | 1.9 | .8  | .5  | 13.1 |
| 2007–08           | «Атланта Гокс»    | 80    | 80  | 34.6 | .462 | .100 | .822 | 5.7 | 1.7 | 1.0 | .4  | 14.8 |
| 2008–09           | «Атланта Гокс»    | 61    | 59  | 34.3 | .458 | .355 | .806 | 6.3 | 1.3 | .9  | .6  | 13.9 |
| 2009–10           | «Атланта Гокс»    | 81    | 81  | 30.4 | .455 | .303 | .819 | 5.1 | 1.1 | .8  | .6  | 10.1 |
| 2010–11           | «Атланта Гокс»    | 65    | 52  | 28.7 | .458 | .336 | .845 | 4.8 | 1.4 | .5  | .4  | 10.4 |
| 2011–12           | «Атланта Гокс»    | 57    | 37  | 26.3 | .432 | .389 | .788 | 5.2 | 1.2 | .8  | .3  | 10.2 |
| 2012–13           | «Юта Джаз»        | 73    | 51  | 23.7 | .423 | .325 | .778 | 3.6 | 1.1 | .5  | .5  | 7.2  |
| 2013–14           | «Юта Джаз»        | 66    | 50  | 25.4 | .439 | .359 | .781 | 5.1 | 1.2 | .8  | .5  | 9.1  |
| 2014–15           | «Шарлотт Горнетс» | 78    | 37  | 26.1 | .424 | .358 | .713 | 4.9 | 1.3 | .9  | .5  | 7.4  |
| 2015–16           | «Шарлотт Горнетс» | 81    | 81  | 28.9 | .452 | .402 | .833 | 6.4 | 1.4 | .7  | 1.0 | 11.7 |
| 2016–17           | «Шарлотт Горнетс» | 76    | 76  | 30.2 | .422 | .350 | .873 | 6.6 | 1.4 | .8  | .7  | 11.2 |
| 2017–18           | «Шарлотт Горнетс» | 78    | 78  | 25.7 | .458 | .413 | .829 | 4.7 | 1.2 | .7  | .5  | 9.5  |
| 2018–19           | «Шарлотт Горнетс» | 75    | 75  | 28.4 | .422 | .366 | .767 | 5.4 | 1.2 | .9  | .8  | 10.1 |
| 2019–20           | «Шарлотт Горнетс» | 41    | 1   | 19.7 | .448 | .376 | .860 | 2.7 | 1.0 | .6  | .5  | 6.7  |
| 2019–20           | «Мілвокі Бакс»    | 17    | 0   | 18.9 | .439 | .308 | .857 | 4.4 | 1.1 | .6  | .5  | 4.0  |
| Усього за кар'єру | Усього за кар'єру | 1,072 | 828 | 28.2 | .443 | .362 | .808 | 5.2 | 1.3 | .8  | .5  | 10.2 |

### Плей-оф
| Сезон             | Команда           | GP | GS | MPG  | FG%  | 3P%  | FT%   | RPG | APG | SPG | BPG | PPG  |
| ----------------- | ----------------- | -- | -- | ---- | ---- | ---- | ----- | --- | --- | --- | --- | ---- |
| 2008              | «Атланта Гокс»    | 7  | 7  | 28.4 | .414 | .000 | .889  | 4.0 | .7  | .3  | .4  | 11.4 |
| 2009              | «Атланта Гокс»    | 6  | 3  | 16.2 | .345 | .167 | .692  | 1.5 | 1.0 | .8  | .3  | 5.0  |
| 2010              | «Атланта Гокс»    | 11 | 11 | 31.4 | .392 | .500 | .906  | 5.7 | .7  | .6  | .5  | 8.4  |
| 2011              | «Атланта Гокс»    | 12 | 3  | 18.0 | .393 | .273 | .769  | 2.3 | .5  | .8  | .6  | 4.8  |
| 2012              | «Атланта Гокс»    | 6  | 3  | 24.2 | .356 | .500 | .778  | 5.5 | .8  | .5  | .3  | 7.8  |
| 2016              | «Шарлотт Горнетс» | 7  | 7  | 32.6 | .275 | .353 | .500  | 6.9 | .9  | .9  | .4  | 5.1  |
| 2020              | «Мілвокі Бакс»    | 10 | 0  | 17.9 | .447 | .435 | 1.000 | 4.8 | .9  | .5  | .3  | 5.5  |
| Усього за кар'єру | Усього за кар'єру | 59 | 34 | 23.9 | .378 | .387 | .836  | 4.3 | .8  | .6  | .4  | 6.7  |